# Makīs Dreliōzīs
Prodromos Dreliōzīs, detto Makīs (in greco Πρόδρομος "Μάκης" Δρελιώζης?; Atene, 31 marzo 1975), è un ex cestista greco.